# Eugen Megerle von Mühlfeld
Eugen Megerle von Mühlfeld (3. května 1810 Vídeň – 24. května 1868 Vídeň) byl rakouský právník a politik německé národnosti, v 2. polovině 19. století poslanec Říšské rady.

## Biografie
Jeho otcem byl správní úředník a archivář Johann Georg Megerle von Mühlfeld. Eugen vystudoval Vídeňskou univerzitu, kde roku 1831 získal titul doktora filozofie a roku 1837 i doktora práv. Zabýval se klasickou starověkou literaturou a bylo mu ihned nabídnuto místo suplenta filologie na univerzitě. Profesně se ale zaměřil na advokacii, od roku 1840 jako samostatný advokát. Účastnil se významných občanskoprávních procesů a získal si značný věhlas. Jako koncipient u něj pracoval pozdější významný politik Karl Giskra. V letech 1850–1855 byl prezidentem nově ustavené vídeňské advokátní komory.
Během revolučního roku 1848 se zapojil do politického dění. V roce 1848 byl za město Vídeň zvolen do celoněmeckého Frankfurtského parlamentu. Zde ale do parlamentních rozprav výrazněji nezasáhl.
Po obnovení ústavní vlády se opět zapojil do politiky. Od roku 1861 byl poslancem Dolnorakouského zemského sněmu. Zemský sněm ho roku 1861 delegoval i do Říšské rady (tehdy ještě volené nepřímo) za Dolní Rakousy (kurie městská, obvod Vídeň). K roku 1861 se uvádí jako advokát, bytem ve Vídni. Opětovně byl zemským sněmem do Říšské rady delegován i roku 1867 a poslancem byl až do své smrti roku 1868.
V Říšské radě patřil po roce 1861 k předákům takzvané velkorakouské frakce. Profiloval se jako příslušník německorakouské liberální levice (takzvaná Ústavní strana, liberálně a centralisticky orientovaná, odmítající federalistické aspirace neněmeckých etnik). Byl členem hlavních parlamentních výborů a častým zpravodajem při projednávání zákonů. Zasazoval se o rozvoj občanských práv a svobod, prosazoval zachovávání listovního tajemství, náboženské svobody a obnovení porotních soudů. Vystupoval na podporu zrušení trestu smrti. Již na jedné z prvních schůzí Říšské rady v červnu 1861 přednesl jménem liberálů návrh na vypracování zákonných předloh ohledně základních občanských práv. Měl výrazný podíl na příjetí liberálních tzv. májových zákonů roku 1868. Almanach Říšské rady z roku 1867 ho hodnotil jako zákonodárce, který neupoutával vtipem a krásnými příměry, nýbrž silou svých znalostí. Jeho obličej prý silně připomínal Napoleona Bonaparta.